# Syracuse (Kansas)
Syracuse é uma cidade localizada no estado americano de Kansas, no Condado de Hamilton.

## Demografia
Segundo o censo americano de 2000, a sua população era de 1824 habitantes.
Em 2006, foi estimada uma população de 1780, um decréscimo de 44 (-2.4%).

## Geografia
De acordo com o United States Census Bureau tem uma área de
3,4 km², dos quais 3,4 km² cobertos por terra e 0,0 km² cobertos por água.

## Localidades na vizinhança
O diagrama seguinte representa as localidades num raio de 44 km ao redor de Syracuse.